# Annesley Black
Annesley Catherine Black (* 1979 in Ottawa) ist eine kanadische Komponistin Neuer Musik.

## Biografie
Black absolvierte ein Kompositionsstudium bei Brian Cherney an der McGill University in Montreal, das sie 2004 abschloss. Im Anschluss setzte sie ihre Studien in Deutschland fort, zunächst (bis 2006) bei York Höller und Hans Ulrich Humpert an der Hochschule für Musik und Tanz Köln, dann (2006 bis 2008) bei Mathias Spahlinger (Komposition), Orm Finnendahl (Elektronische Musik) und Cornelius Schwehr (Angewandte Musik) an der Hochschule für Musik Freiburg.
Seit 2008 hat sie regelmäßige Auftritte und Aufnahmen mit dem Experimentalstudio des SWR als Assistentin für Klang-Regie und ist als Klangregisseurin für Ensembles und Solisten wie ensemble recherche, canto battuto und Rei Nakamura tätig. Sie unterrichtete Gehörbildung an der Kronberg Academy sowie Elektronische Medien/Elektronische Komposition an Dr. Hoch’s Konservatorium in Frankfurt am Main. Darüber hinaus hatte sie einen Lehrauftrag für Komposition an der Hochschule für Musik und Darstellende Kunst Frankfurt am Main.
2022/2023 war Annesley Black Professorin für Elektroakustische Komposition und Klangkunst an der Hochschule für Musik Würzburg, seit 2023 ist sie Professorin für Komposition an der Universität für Musik und darstellende Kunst Graz.
Blacks Kompositionen wurden bei Festivals wie dem Eclat Festival Stuttgart, dem Ultraschall-Festival Berlin, den Darmstädter Ferienkursen, den Wittener Tagen für neue Kammermusik und den Donaueschinger Musiktagen aufgeführt. Zu den Interpreten ihrer Werke zählen das Ensemble Modern, Ensemble ascolta, Nouvel Ensemble Modern, ensemble SurPlus, ensemble mosaik, Quintet Boreal, Composers Slide Quartet und hr-Sinfonieorchester. Seit 2018 ist sie außerordentliches Mitglied des Canadian Music Centre. Im Mai 2018 wurde Black als neues Mitglied in die Sektion Musik der Berliner Akademie der Künste gewählt.
Annesley Black lebt in Graz.

## Auszeichnungen
- 2003: Composer in Residence des McGill Contemporary Music Ensemble
- 2004: Stipendiatin der Darmstädter Ferienkurse
- 2006: Preisträgerin der Darmstädter Ferienkurse
- 2006: Auswahl zum 8. Nachwuchsforum der GNM mit dem Ensemble Modern
- 2007: Stipendium für die Akademie Schloss Solitude[4]
- 2008: Förderpreis des Busoni-Kompositionspreis
- 2009: Stipendiatin der Akademie der Künste (Berlin)[5]
- 2009: Stuttgarter Kompositionspreis[6]
- 2019: Komponisten-Förderpreis der Ernst von Siemens Musikstiftung[7]

## Kompositionen (Auswahl)

### Solowerke
- maiko für Viola (2006)
- aorko für Viola, Live-Elektronik (2006/9)
- 4238 De Bullion für Klavier, liveelektronische Klang- und Videobearbeitung (2007/8)
- scissors für Posaune (2008)
- a piece that is a size that is recognised as not a size but a piece für Klavier (2013)
- stiff upper lip für Bassklarinette (2014)
- immolate yourself on the wires (2016) für No-Input-Mixer[8]
- Innermost tidings of the tube (2018) für Flöte und Endoskop-Kamera[8]
- Songs of Syphilis (2018–2019) für singenden Toy-Pianisten und öffentlichen Raum mit Zuhörern/Nicht-Zuhörern[8]
- immolate yourself on the wires II (2021) für No-Input-Mixer[8]
- Hurry up the machine. I HAVE STRUCK A BIG BONANZA (2022) für Behringer D oder Minimoog Synthesizer[8]

### Kammermusik
- FIGHT für Flöte, Oboe, Klarinette, Fagott, Horn (2002/3)
- Folds Dependent für Streichquartett (2003)
- Miniature für Saxophonquartett (2005)
- LAUF für Flöte, Oboe, Klarinette, Schlagzeug, Klavier, Violine, Viola, Violoncello, Kontrabass (2005)
- Rock Paper Scissors für Bassklarinette, Posaune, Kontrabass (2006)
- Smooche de la Rooche II für 3 athletisch begabte Schlagzeuger, Elektronik (2007)
- Anstalt. Musik zum Film „Kino Eye“ Dziga Vertov (Kapitel 6) für Kammerensemble (Oboe, Klarinette, Horn, Klavier, Schlagzeug, Violine, Violoncello, Kontrabass) (2007)
- Humans in Motion für Trompete, Posaune, Gitarre/Banjo, Klavier, 2 Schlagzeuger, Violoncello (2007/8)
- Moment – performatives Spazieren. Musik zum Film von Yukihiro Taguchi für Violine, Percussion, Klavier (2009)
- tender pink descender für 2 Kontrabassklarinetten (2009)
- Industrial Drive für Posaunenquartett (2010)
- Moment – Curitiba – Vorspiel für Flügelhorn, Euphonium, Klavier, 2 Schlagzeuger, Gitarre, Violoncello (2010)
- Earl Brown’s Forgotten Piece in Moholy-Nagy’s Light-Space-Modulator für Klavier und Live-Elektronik mit live-kontrolliertem Video playback (2012)
- Jenny’s last Rock für Flöte, Oboe, Klarinette, Saxophon, Percussion, Klavier, Violine, Viola, Violoncello, Zuspielungen (2012/13)
- GURU GURU – Doppelrequiem für Karlheinz Stockhausen und Steve Jobs für Trompete, Posaune, 2 Schlagzeuger, Klavier/Sampler, E-Gitarre, Violoncello, Live-Elektronik (Gemeinschaftskomposition mit Robin Hoffmann) (2013)
- ROOMS für Tenorsaxophon, Klavier/Toypiano, Gitarre, Viola, Live-Elektronik (2015)
- tolerance stacks für fünf Musiker (Sopran, 2 Saxophone, Percussion und Klavier/Synthesizer), Live-Elektronik, Playback und Media-Installation (2016)
- Shadow Music für Ensemble (Klarinette, Saxophon, Klavier, Schlagzeug, E-Gitarre), 3 Schattenspieler (2016)
- tolerance stacks – excerpts - for quintet für Klarinette, Sopran, Percussion, Klavier, No-Input-Mixer (2016/19)
- tolerance stacks – concert version für Saxophon (+Turntables), Saxophon (+No-Input-Mixer), Schlagzeug (+Turntables), Moog Sub38 (+Klavier) (2016/19)
- HAMMER HAMMER (2017) für Klavier, Percussion, Live-Elektronik[8]
- still listening II für Singstimme mit Banjo, Flöte, Englisch Horn, Percussion, Turntables, Violine, Viola, Violoncello (2017/2021)
- not thinking about the elephants (2018) für Saxophonquartett, Live-Elektronik[8]
- orrery singing (2020/2022) für variables Ensemble (mind. 4 Spieler) und Orrery Singer[8]
- peripheral exploder (2019/20) für Ensemble (Fl, Klar, Fg, Hr, Perc, Vl, Vla, Vc, Kb) und Tänzerin oder Tänzer
- scrap (2019) für Saxophon, Posaune, Klavier, Akkordeon, Violoncello, Live-Elektronik[8]
- Abgespecktes nicht Abgefackeltes – Miniatur für Ensemble für Flöte, Bassklarinette, Trompete, Violine, Viola, Violoncello (2020)
- fresh used goods (2023) für 2 E-Gitarren, Live-Elektronik[8]

### Ensemble- und Orchestermusik
- Snow Job für Ensemble (Flöte, Oboe, Klarinette, Saxophon, Percussion, Klavier, Violine, Viola, Violoncello), Licht-Sequenzer (2010)
- misinterpreting the 2008 south sudanese budget reform for the orchestra für Großes Orchester (4 Fl., 3 Ob.,3 Klar., 3 Fg., 4 Hr., 3 Tp., 3 Pos., Pk., 3 Perk., 2 Hfe., Streicher: 14-12-10-8-6) (2012)
- abgefackelte wackelkontakte für Lupophon, No-Input-Mixing-Board und Orchester (2021)
- tolerance stacks II für Sopran, Minimoog, Drumset, Turntables, No-Input Mixer, Ensemble (Fl, Ob, Klar, Hr, Trp, Pos, Tb, Perc, Klav, 2 Vl, Vla, Vc, Kb) (2021)
- screaming sisters (2022) für Ensemble (Fl, Ob, Klar, Perc, Klav, Vl, Vla, Vc), Live-Elektronik[8]
- A sound, a narrow, a channel, an inlet, the straits, the barrens, the stretch of a neck (2023) für Großes Orchester im Raum (4-3-3-3, 4-4-3-2, 2 Perk, Pk, Streicher: 16-14-12-10-8)[8]

### Musiktheater
- Flowers of Carnage – eine Kung-Fu Performance für Musiker (Profis oder Amateure), Darsteller, Elektronik/Live-Elektronik (2013/14)
- listening to Vuntut Gwitchin (2017) für 2 Sprecher/Schauspieler, Ensemble (Flöte, Englisch Horn, Percussion, Violine, Viola, Violoncello), Elektronik und Video[8]

### Elektronische Musik
- Don’t spray snow on the other person’s grave Sound Installation für 16 Lautsprecher (2009/10)
- pull the plug – Las Vegas and Venice, a comparative study Sound- und Videoinstallation mit Sophie Narr (2009/10)

## CDs
- Portrait-CD „Annesley Black: NO USE IN A CENTRE: Humans in Motion / aorko / tender pink descender / Smooche de la Rooche II / misinterpreting the 2008 south sudanese budget reform for the orchestra“ + SPIELE-DVD „THIS FEELS GREAT“ WERGO 2013 (WER 6590 2)
- Not thinking about the elephants auf CD Quasar Quatuor de Saxophones – De Souffles et de Machines III. qb – CQB 2127. Canada, 2021 (Track 3)[9]
- Portrait-CD „Annesley Black – Things that didn’t work the first time“. Kairos – 0018006KAI, Ernst von Siemens Musikstiftung. CD. Austria, Jan. 2022[10]